# Devil Sold His Soul
Devil Sold His Soul (англ. Дьявол продал свою душу) — британская пост-хардкор группа из Лондона, Англия. Состав группы сформирован в 2004 году, в него вошли: вокалист Эд Гиббс, гитаристы Джонни Реншоу и Ричард Чаппл, бас-гитара Иэн Троттер, а также барабанщик Том Гарриман.

## История
Они выпустили свой дебютный студийный альбом «A Fragile Hope» 18 июня 2007 года, до этого гастролировали по Великобритании в течение нескольких лет с мини альбомом «Darkness Prevails», который спродюсировал Марк Уильямс. Второй студийный альбом группы «Blessed & Cursed» был выпущен 18 июня 2010 года. 8 августа 2010 года они выступали на музыкальном фестивале Hevy, прежде чем отправиться в тур по Великобритании вместе с Architects. В январе 2011 года группа объявила, что басист Иэн Троттер покинул группу, чтобы заняться карьерой вне музыки. Его заменил Юзеф Норокки, бывший гитарист Rinoa. В середине марта 2013 года Эд Гиббс объявил, что покидает группу, чтобы продолжить карьеру вне группы после окончания предстоящих музыкальных фестивалей. В апреле Пол Грин, один из двух вокалистов The Arusha Accord, заменил его на посту вокалиста группы. Devil Sold His Soul подписали контракт с Basick в конце 2013 года.
23 января 2017 года группа объявила, что они будут полностью исполнять свой дебютный альбом A Fragile Hope в предстоящем туре, а также о возвращении Эда Гиббса на вокал вместе с нынешним вокалистом Полом Грином. После тура по Великобритании и Японии в конце 2017 года и весной 2018 года группа приступила к работе над своим грядущим 4-м студийным альбомом Loss, выпущенный 9 апреля 2021 года с лейблом Nuclear Blast Records, и является первым студийным альбомом с двумя вокалистами Эдом Гиббсом и Полом Грином.

## Участники группы

#### Состав группы
- Ричард Чаппл — гитара (2004 — настоящее время)
- Джонни Реншоу — гитара (2004 — настоящее время)
- Эд Гиббс — вокал (2004—2013, 2017 — настоящее время)
- Алекс «Лекс» Вуд — барабаны (2007 — настоящее время)
- Юзеф Нороцкий — бас-гитара (2011 — настоящее время)
- Пол Грин — вокал (2013 — настоящее время)

#### Бывшие участники
- Том Гарриман — барабаны (2004–2006)
- Дэйв Робинсон — барабаны (2006–2007)
- Иэн Троттер — бас-гитара (2004–2011)
- Пол Китни - сэмплы (2004–2020)

## Дискография

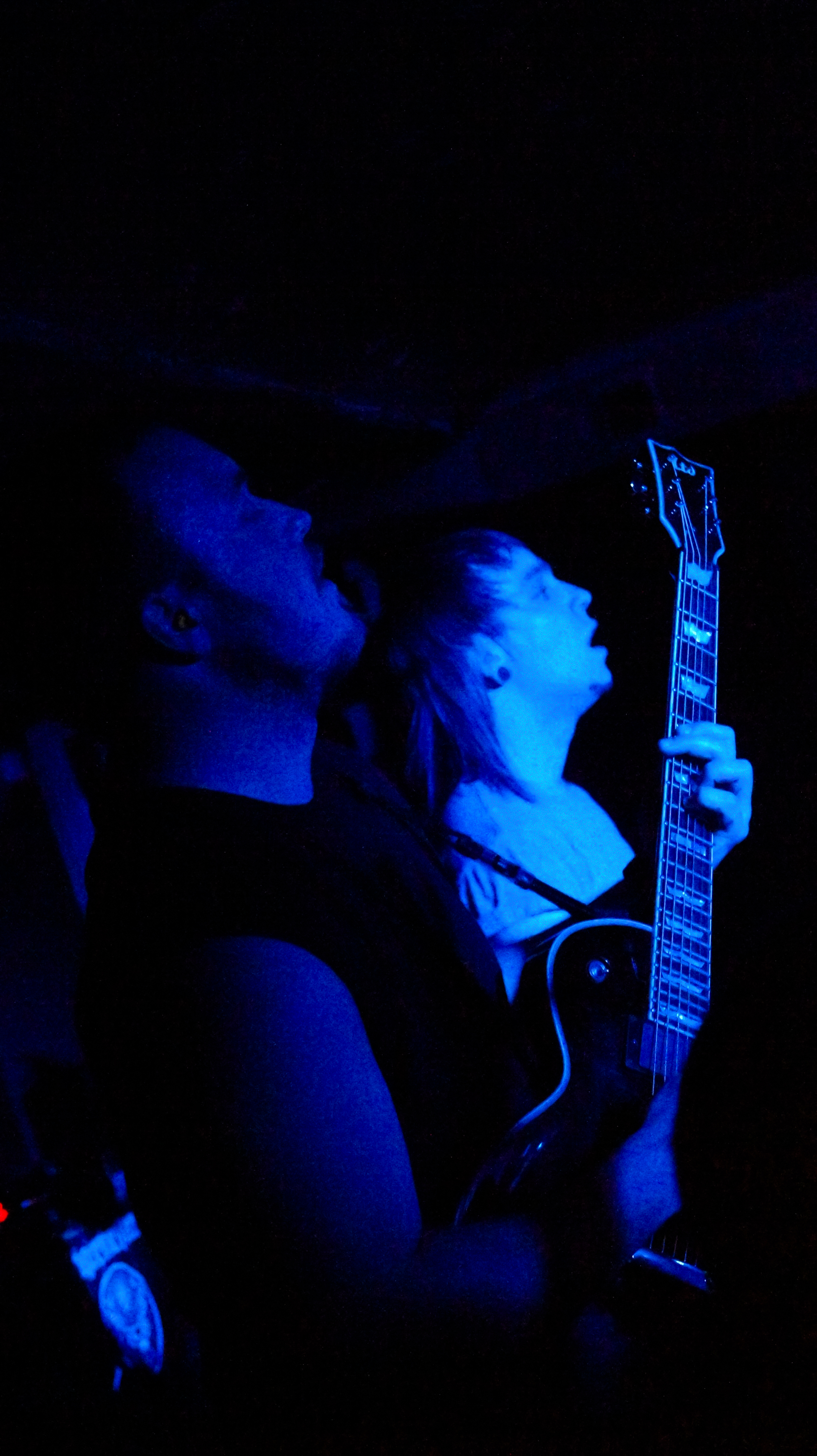
На концерте в Самаре в 2011 году

### Синглы
- «Like It's Your Last» (2004)
- «The Starting» (2007)
- «Between Two Words» (2007)
- «Callous Heart» (2010)
- «A New Legacy» (2012)
- «Time» (2013)
- «The Reckoning» (2016)
- «Awaiting the Flood» (2017)
- «Burdened» (2021)
- «Like It's Your Last MMXXIV» (2024)

### EP
- «Darkness Prevails» (2005)
- «Darkness Prevails (Reissue)» (2008)
- «Belong ╪ Betray» (2014)

### Сплиты
- Split CD с группой Tortuga (2008)

### Студийные альбомы
- «A Fragile Hope[англ.]» (2007)
- «Blessed & Cursed[англ.]» (2010)
- «Empire of Light» (2012)
- «The Journey» (2016)
- «Loss[англ.]» (2021)